# BelAZ-540
Der Lkw BelAZ-540 (russisch БелАЗ-540, deutsche Transkription eigentlich BelAS-540) ist ein Großmuldenkipper des sowjetischen Fahrzeugherstellers BelAZ, der ab 1961 gebaut wurde. Auch die DDR importierte die Maschinen und nutzte sie insbesondere im Bergbau.

## Geschichtliches

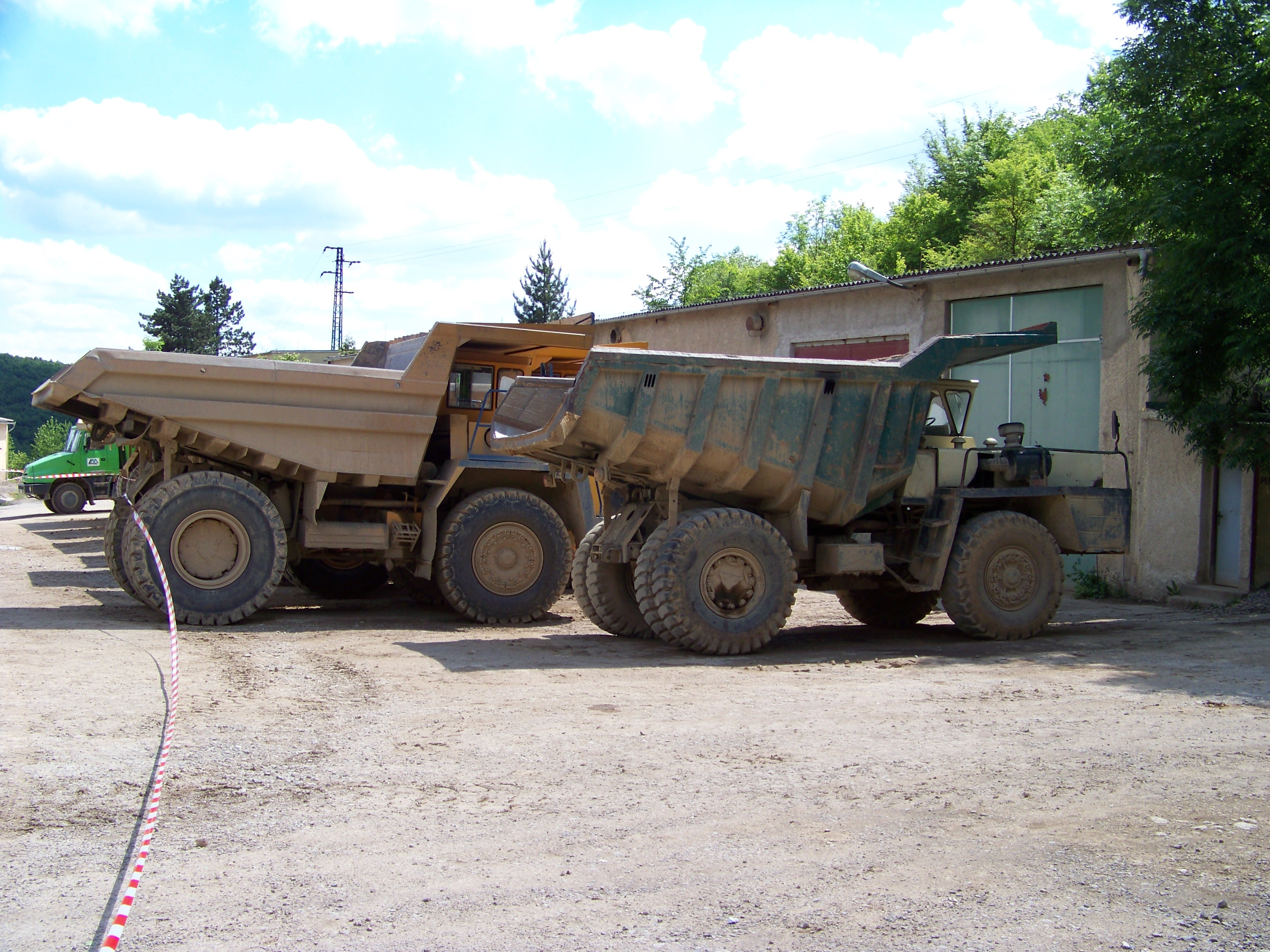
Heckansicht des Fahrzeugs, daneben neuere Modelle von BelAZ

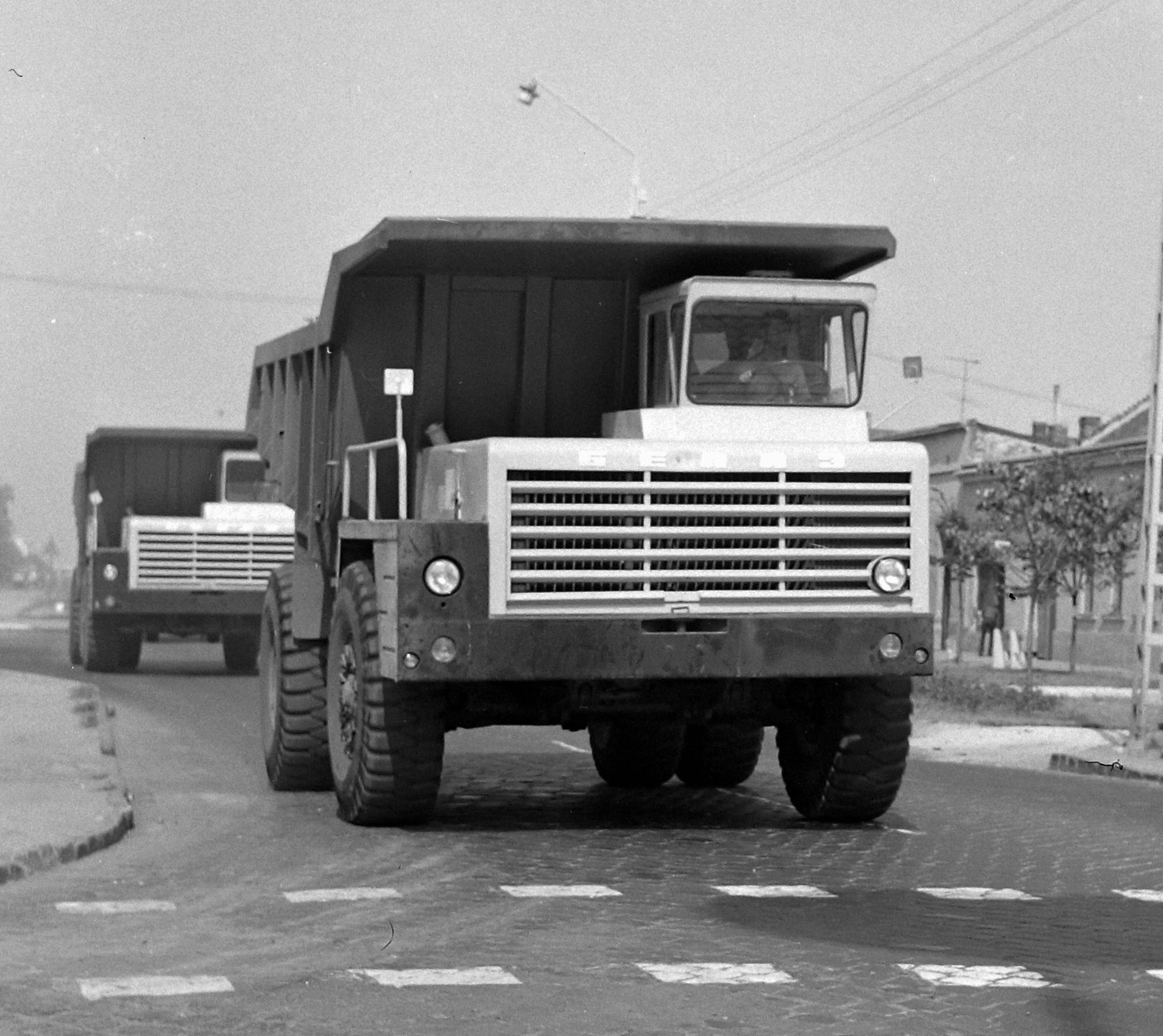
Zwei BelAZ-540 in Ungarn (1971)

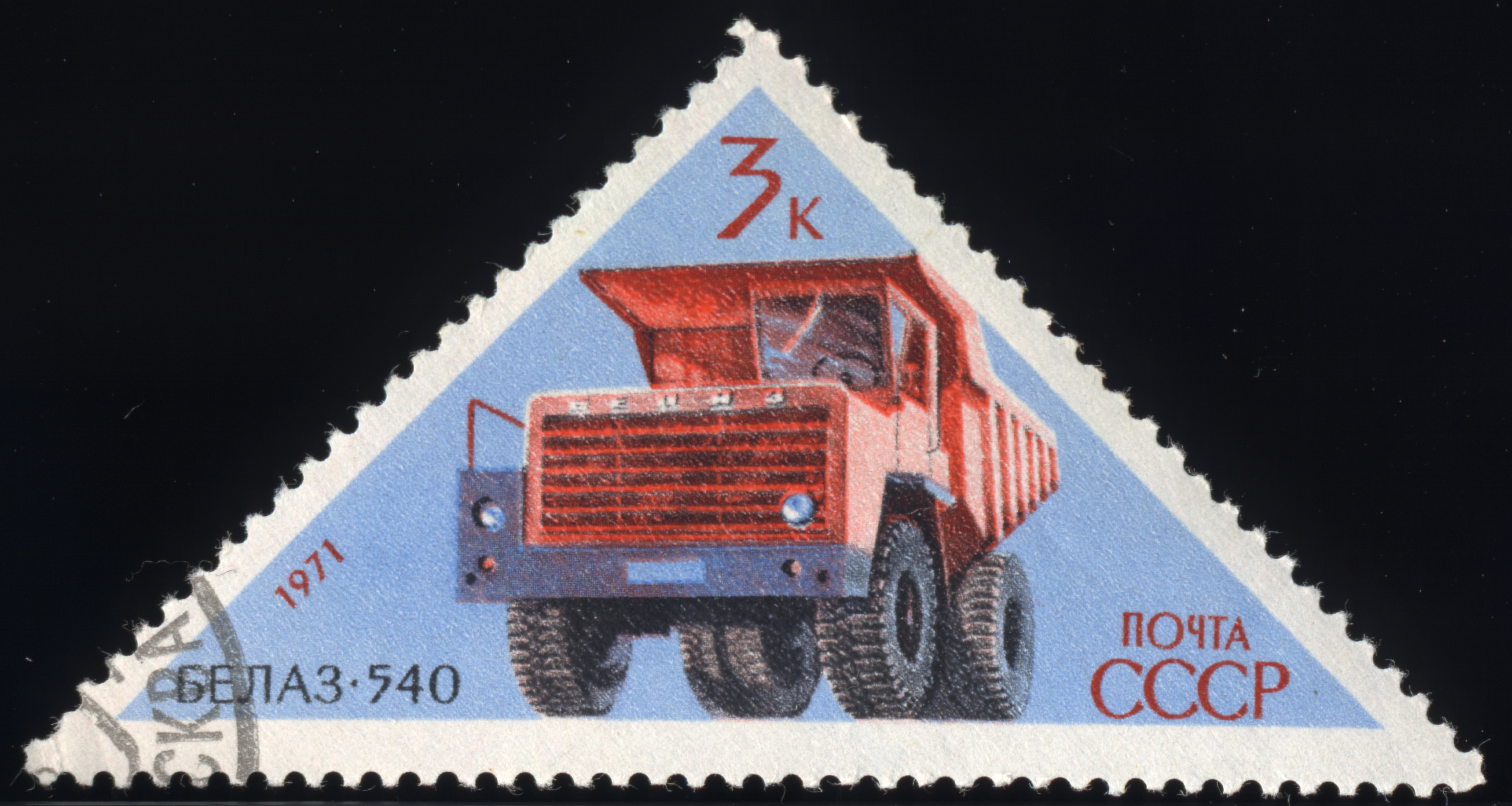
Die 1971 herausgegebene Briefmarke

Bereits 1961 wurde bei BelAZ der erste Muldenkipper des Typs BelAZ-540 gebaut, der den MAZ-525 ablösen sollte. Der verbaute Zwölfzylinder mit 39 l Hubraum war ursprünglich von der Sowjetunion im Zweiten Weltkrieg für Panzer entwickelt worden und schon beim Vorgänger zum Einsatz gekommen. Auch der BelAZ-540 wurde wie seine Vorgänger vom vorne verbauten Dieselmotor über eine normale Kupplung und ein Schaltgetriebe direkt angetrieben. Bereits in der Vorgängergeneration des Fahrzeugs traten aufgrund des hohen Gesamtgewichts mit dieser Technik Probleme auf. Heute verwendet man bei besonders schweren Fahrzeugen wie Großmuldenkippern deswegen hydraulische Antriebssysteme oder dieselelektrische Antriebe. Eine Neuerung des BelAZ-540 im Vergleich zu seinen Vorgängern war hingegen, dass das Fahrzeug eine Federung hatte. 1962 baute BelAZ zusätzlich einen Prototyp einer Sattelzugmaschine mit Kippauflieger unter der Bezeichnung BelAZ-540B.
Etwa 1965 ging das neue Modell in die Serienfertigung. Es verfügte über einen hydrodynamischen Drehmomentwandler. Bereits 1967 ersetzte man den äußerst ineffizienten Dieselmotor durch den moderneren Typ JaMZ-240 aus dem Jaroslawski Motorny Sawod. Bei deutlich weniger Hubraum leistete er 360 PS (265 kW). Die Fahrzeuge mit dieser Motorisierung wurden als BelAZ-540A bezeichnet und noch bis 1985 in Serie gefertigt. Nachfolger wurden die Modelle BelAZ-7522 und BelAZ-7526.
Die DDR importierte zwischen 1966 und 1985 insgesamt 322 dieser Fahrzeuge, um sie im Bergbau einzusetzen. Es wurden, wie bei früheren Modellen auch, Versuche unternommen, die Muldenkipper mit einem Elektromotor und Stromzufuhr per Oberleitung auszurüsten. Die Pläne wurden aber verworfen.
Parallel zum BelAZ-540 wurde der BelAZ-548 gebaut. Die Modelle ähneln sich stark, der BelAZ-548 konnte jedoch 40 Tonnen Material zuladen.
1967 baute der Spielzeughersteller Rolf Funke ein Modell des BelAZ-540. Im Jahr 1971 widmete die sowjetische Post dem Lastwagen eine Briefmarke.

## Technische Daten
- Motor: Zwölfzylinder-Viertakt-Dieselmotor
- Motortyp: D-12A-375
- Leistung: 375 PS (276 kW)
- Hubraum: 38.880 cm³
- Bohrung: 150 mm
- Hub: 6×180 mm und 6×186,7 mm
- Drehmoment: 1667 Nm
- Getriebe: hydraulisch, drei Vorwärtsgänge + ein Rückwärtsgang
- Höchstgeschwindigkeit: 55 km/h
- Treibstoffverbrauch: 125 l/100 km
- Tankinhalt: 400 l

Abmessungen und Gewichte
- Länge: 7180 mm
- Breite: 3480 mm
- Höhe: 3415 mm
- Bodenfreiheit: 475 mm
- Radstand: 3550 mm
- Spurweite vorne: 2400 mm
- Spurweite hinten: 2800 mm
- Reifengröße: 18.00-25
- Leergewicht: 21.000 kg
- Zuladung: 27.000 kg
- zulässiges Gesamtgewicht: 48.000 kg
- Inhalt Kippmulde: 15,3 m³